# Avro Duigan Biplane
Beim Duigan Biplane (Duigan-Doppeldecker) handelt es sich um ein zweisitziges Doppeldecker-Flugzeug des britischen Herstellers Avro.

## Entwicklung
John R. Duigan war ein vermögender australischer Flugzeugpionier, der im Jahre 1910 ein Flugzeug nach dem Muster der Farman-Doppeldecker entwickelt hatte und diese Maschine im Mai 1911 in Melbourne zum ersten Mal der Öffentlichkeit vorstellte.
Nach einigen Zwischenfällen während mehrerer Flüge beschloss Duigan, die Flugschule von Avro in Brooklands zu besuchen, und bestellte gleichzeitig bei Avro ein Flugzeug, welches nach Duigans Vorgaben gebaut wurde.
Die Maschine war ähnlich aufgebaut wie die Avro Type D, also ein Zweisitzer mit Doppelsteuerung, allerdings mit rechteckig ausgeführten und mit einem Stahlrohrrahmen verstärkten Höhen- und Seitenrudern. Im Bodenbereich unter den Sitzen waren Zelluloidfenster angebracht, um den Passagieren die Sicht nach unten zu gewähren. Bei der Fertigung der Maschine wurden ausgesuchte Hölzer verwendet.
Wie seinerzeit üblich, war das Flugzeug in mehrere Sektionen aufgeteilt, die eine einfache Demontage zwecks Transports ermöglichten.
Als Triebwerk arbeitete ein ca. 40 PS starker Alveston-Motor.
Das Fahrwerk wich komplett von der bisherigen Avro-Praxis ab. Es wurden nach dem Muster der Maschinen von Nieuport eine blattgefederte Achse und eine zentral angebrachte Kufe verwendet. Außerdem wurden im Bereich des Fahrwerks mehrere Drähte gespannt, mit denen zu hoch gewachsenes Gras bei der Landung nach unten gedrückt und so ein Überschlag verhindert werden konnte. Diese Art des Fahrwerkes erwies sich als so erfolgreich, dass es über einen langen Zeitraum bei den Avro-Flugzeugen in leicht geänderter und verbesserter Ausführung verwendet wurde.
Im Dezember 1911 begannen Duigans erste Flugversuche mit seiner neuen Maschine. Obwohl er verschiedene Luftschrauben testete, gelang es ihm jedoch nicht, mit dem Flugzeug abzuheben.
So brachte Duigan sein Flugzeug im März 1912 zur Nachbesserung in das Avro-Werk nach Brooklands zurück, wo der Alveston-Motor gegen ein 26,1 kW (35,5 PS) starkes Triebwerk E.N.V., Type D ausgetauscht wurde. Dies brachte zwar die Maschine endlich in die Luft, jedoch war wegen geringer Motorleistung nur ein Fliegen bei gutem Wetter möglich.
So legte Duigan selbst Hand an, fertigte eine eigene Luftschraube und nahm leistungssteigernde Maßnahmen am Motor vor. Damit konnte er mit dem Flugzeug im April 1912 endlich auch Höhen bis etwa 100 m erreichen, die er nach dem endgültigen Erwerb seines Pilotenscheins Ende April auf etwa 200 m steigerte.

## Nutzung
Die Maschine nahm Duigan mit in seine australische Heimat; dort baute er sie nach –  dieser Nachbau stürzte übrigens direkt bei seinem ersten Start ab – und verkaufte im Juni 1912 das von Avro gefertigte Exemplar an die Lakes Flying Company in Windermere/England. Dort wurde das Flugzeug zu einem Wasserflugzeug mit Zentralschwimmer umgebaut und erhielt den Namen Sea Bird (Seevogel – Wasservogel).
Der neue Eigentümer nahm an dem Flugzeug Veränderungen im Bereich Tragwerk vor, baute einen 37,3 kW (50,7 PS) starken Gnome-Motor ein, entfernte die Doppelsteuerung und konnte die Leistungsfähigkeit der Maschine dadurch erheblich verbessern. Auch der Zentralschwimmer wurde bald durch einen Satz Zwillingsschwimmer ersetzt. Es ist bekannt, dass mit der Sea Bird in den Jahren 1912 und 1913 eine große Anzahl an Vergnügungsflügen mit Feriengästen durchgeführt worden ist.
Ende 1912 wurden mit dem Flugzeug Versuche mit einem amphibischen Fahrgestell durchgeführt, aber nach einem Unfall am 18. Dezember 1912 eingestellt.
Im Januar 1915 ging die Lakes Flying Company in die Northern Aircraft Company über, und die „Sea Bird“ wurde nun in „Avro Biplane Tractor“ umbenannt. Nun erfolgte auch wieder der Umbau auf Doppelsteuerung, und dies besiegelte das Ende dieses Flugzeuges. Als ein Flugschüler am 5. Juni 1915 mit der geänderten Maschine aufstieg, dachte er nicht an den geänderten Schwerpunkt, der nunmehr viel zu weit hinten lag. Er wollte mit abgeschaltetem Motor eine Wasserlandung im Gleitflug vornehmen, drückte die Nase zu spät nach vorn, und die Maschine stürzte mit dem Heck voran aus etwa 100 m Höhe in den See. Der Pilot blieb glücklicherweise unverletzt, das Flugzeug jedoch wurde dabei zerstört.

## Aufbau
Der Duigan Biplane war ein zweistieliger Doppeldecker mit gleich langen Ober- und Unterflügel, der Rumpf war in stoffbespannter Holzbauweise konstruiert.
Das Fahrwerk bestand aus einem zweirädrigen gefederten Hauptfahrwerk mit einer in der Mitte angebrachten Kufe und einem gefederten Hecksporn (als Sea Bird zunächst mit einem Zentralschwimmer, später mit Zwillingsschwimmern – für kurze Zeit mit einem amphibischen Fahrwerk – ausgestattet).

## Technische Daten
| Kenngröße             | Duigan Biplane                                                                              | Sea Bird                                  |
| --------------------- | ------------------------------------------------------------------------------------------- | ----------------------------------------- |
| Besatzung             | 2                                                                                           | 2                                         |
| Passagiere            | –                                                                                           | –                                         |
| Länge                 |                                                                                             | 8,94 m                                    |
| Spannweite            | 10,36 m                                                                                     | 12,00 m                                   |
| Höhe                  |                                                                                             | 3,15 m                                    |
| Flügelfläche          |                                                                                             | ca. 32,50 m²                              |
| Höchstgeschwindigkeit | ca. 65 km/h                                                                                 | ca. 100 km/h                              |
| Triebwerke            | ein Alveston-Motor mit 29,8 kW (40,5 PS) oder ein E.N.V.-Type-D-Motor mit 26,1 kW (35,5 PS) | ein Gnome-Motor mit ca. 37,3 kW (50,7 PS) |